# Heinrich Friedrich Weber
Heinrich Friedrich Weber (* 7. November 1843 in Magdala; † 24. Mai 1912 in Zürich) war ein Schweizer Physiker.

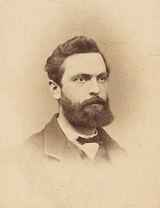
Heinrich Friedrich Weber

## Leben
Ab etwa 1861 besuchte Heinrich Friedrich Weber die Universität Jena, wo er schnell erkannte, dass es ihm am mathematischen Talent fehlte, und sich dann der Physik widmete. Am stärksten beeinflusste ihn hier Ernst Abbe, bei dem er 1865 seine Dissertation über die Lichtbeugung schrieb. Die zweite Hälfte der 1860er Jahre war Weber Privatdozent in Pforzheim. Pforzheim lag nahe zur Universität Heidelberg, wo er mit Gustav Kirchhoff und Hermann von Helmholtz in Kontakt kam, und zur Polytechnischen Schule in Karlsruhe, wo Weber 1870 Assistent von Gustav Heinrich Wiedemann wurde. Als Helmholtz 1871 an die Universität Berlin berufen wurde, nahm er Weber als seinen ersten Assistenten mit. Dort half Weber die nächsten drei Jahre, die Labors aufzubauen.
In den Jahren 1872 und 1874 veröffentlichte er zwei Arbeiten in den Annalen der Physik über die Spezifische Wärme von Kohlenstoff, Bor und Silicium bei verschiedenen Temperaturen. Sie erwies sich bei niedrigen Temperaturen als niedriger als vom Dulong-Petit-Gesetz vorhergesagt.
Heinrich Friedrich Weber wurde Professor für technische und mathematische Physik und Leiter der physikalischen und elektrotechnischen Laboratorien am Eidgenössischen Polytechnikum Zürich. 
Webers Daten zur spezifischen Wärme von Diamant wurden später von Albert Einstein, bei seiner ersten Anwendung der Quantenhypothese auf feste Körper, verwendet. Aus seinen experimentellen Resultaten zur Lichtemission fester Körper erkannte er den Zusammenhang, der zehn Jahre später als Wiensches Verschiebungsgesetz Furore machte.
Weber heiratete 1875 Anna Hochstetter. Aus dieser Verbindung gingen drei Töchter und fünf Söhne hervor, letztere schlugen alle eine akademische Laufbahn ein: Oskar: Chemiker; Friedrich: Geologe; Ernst: Bauingenieur; Helmut und Richard: Mediziner.